# Herbeville
Herbeville est une commune française située dans le département des Yvelines en région Île-de-France.
Ses habitants sont appelés les Herbevillois.

## Géographie

### Situation
La commune d'Herbeville, rurale et partiellement boisée, s'étend sur les coteaux dominant la vallée de la Mauldre, en limite ouest de la plaine de Versailles. Elle se trouve à 20 km au sud-est de Mantes-la-Jolie, son chef-lieu d'arrondissement.

### Communes limitrophes
Les communes limitrophes sont Les Alluets-le-Roi  au nord-est, Crespières au sud-est, Mareil-sur-Mauldre au sud-ouest, Maule à l'ouest et Bazemont au nord sur environ 500 m.

### Voies de communication et transports
Sur le plan de la circulation routière, la commune est desservie par des routes communales. Elle est reliée, vers le sud-est, à la route départementale 307 et Crespières par la route de Boulémont qui passe devant le château. Une route axée nord-sud longe le village dans son extrémité ouest, menant, vers le nord, à la route départementale 45 (Les Alluets-le-Roi et Maule) et, vers le sud, à Mareil-sur-Mauldre et la route départementale 191.
Sur le plan ferroviaire, la gare de Mareil-sur-Mauldre est la station SNCF la plus proche et la gare de Maule n'est guère plus éloignée.
La commune est desservie par la ligne 41 du réseau de bus Centre et Sud Yvelines.

### Climat
Pour des articles plus généraux, voir Climat de l'Île-de-France et Climat des Yvelines.
En 2010, le climat de la commune est de type climat océanique dégradé des plaines du Centre et du Nord, selon une étude du CNRS s'appuyant sur une série de données couvrant la période 1971-2000. En 2020, Météo-France publie une typologie des climats de la France métropolitaine dans laquelle la commune est exposée à un climat océanique et est dans la région climatique Sud-ouest du bassin Parisien, caractérisée par une faible pluviométrie, notamment au printemps (120 à 150 mm) et un hiver froid (3,5 °C).
Pour la période 1971-2000, la température annuelle moyenne est de 10,5 °C, avec une amplitude thermique annuelle de 14,7 °C. Le cumul annuel moyen de précipitations est de 711 mm, avec 11,3 jours de précipitations en janvier et 8 jours en juillet. Pour la période 1991-2020, la température moyenne annuelle observée sur la station météorologique la plus proche, située sur la commune de Maule à 3 km à vol d'oiseau, est de 11,8 °C et le cumul annuel moyen de précipitations est de 677,0 mm,. Pour l'avenir, les paramètres climatiques de la commune estimés pour 2050 selon différents scénarios d'émission de gaz à effet de serre sont consultables sur un site dédié publié par Météo-France en novembre 2022.
| Mois                                  | jan.             | fév.           | mars         | avril         | mai           | juin           | jui.         | août           | sep.            | oct.            | nov.           | déc.           | année      |
| ------------------------------------- | ---------------- | -------------- | ------------ | ------------- | ------------- | -------------- | ------------ | -------------- | --------------- | --------------- | -------------- | -------------- | ---------- |
| Température minimale moyenne (°C)     | 1,7              | 1,3            | 3,1          | 4,9           | 8,5           | 11,6           | 13,4         | 13,1           | 10,1            | 7,7             | 4,4            | 2,1            | 6,8        |
| Température moyenne (°C)              | 4,7              | 5,1            | 8            | 10,8          | 14,4          | 17,7           | 19,8         | 19,5           | 16,1            | 12,2            | 7,8            | 5,1            | 11,8       |
| Température maximale moyenne (°C)     | 7,7              | 8,9            | 12,9         | 16,7          | 20,4          | 23,7           | 26,2         | 26             | 22              | 16,8            | 11,3           | 8              | 16,7       |
| Record de froid (°C) date du record   | −17,2 17.01.1985 | −14,5 07.02.12 | −12 13.03.13 | −5,4 06.04.21 | −2 03.05.1967 | 0,5 05.06.1991 | 5 11.07.1990 | 3,5 28.08.1974 | 0 30.09.18      | −5,2 30.10.1985 | −10 24.11.1998 | −15 31.12.1970 | −17,2 1985 |
| Record de chaleur (°C) date du record | 16 01.01.22      | 21 27.02.19    | 27 31.03.21  | 30 21.04.18   | 33 27.05.05   | 38 27.06.11    | 43 25.07.19  | 41 10.08.03    | 37,5 03.09.1973 | 30,5 01.10.11   | 22,5 01.11.14  | 17 07.12.00    | 43 2019    |
| Précipitations (mm)                   | 57,3             | 49,6           | 50,9         | 46,5          | 65,4          | 56             | 53           | 52,8           | 46              | 65,3            | 61,3           | 72,9           | 677        |

## Urbanisme

### Typologie
Au 1er janvier 2024, Herbeville est catégorisée commune rurale à habitat dispersé, selon la nouvelle grille communale de densité à sept niveaux définie par l'Insee en 2022.
Elle est située hors unité urbaine. Par ailleurs la commune fait partie de l'aire d'attraction de Paris, dont elle est une commune de la couronne,. Cette aire regroupe 1 929 communes,.

### Occupation des solssimplifiée
Le territoire de la commune se compose en 2017 de 92,46 % d'espaces agricoles, forestiers et naturels, 5,17 % d'espaces ouverts artificialisés et 2,38 % d'espaces construits artificialisés.

## Toponymie
Le nom de la localité est attesté sous les formes Herbodi villa Vers 990, Herbevilla en 1351.
Il s'agit d'une toponymique médiévale en -ville « domaine rural », dont le premier élément Herbe- représente l'anthroponyme germanique Herebold(us). Cependant, la forme la plus ancienne devrait être *Herboldi villa, qui d'ailleurs, aurait dû aboutir à *Herbouville. Il s'agit donc plutôt de l'anthroponyme germanique Herbod, basé sur le thème bod et que l'on retrouve de manière autonome dans le nom de personne germanique Bodo.

## Histoire
- Traces d'habitats de la préhistoire à l'époque mérovingienne.
- Le village d'Herbeville est connu dès le XIIe siècle comme possession de l'abbaye de Saint-Germain-des-Prés et de celle de Coulombs.
- Du Moyen Âge à la Révolution, le territoire est le fief des familles de Morainvillers, d'O, de Morinière, Lauraguais, Le Buisson de Morinière et Parat de Chalandray.

## Politique et administration

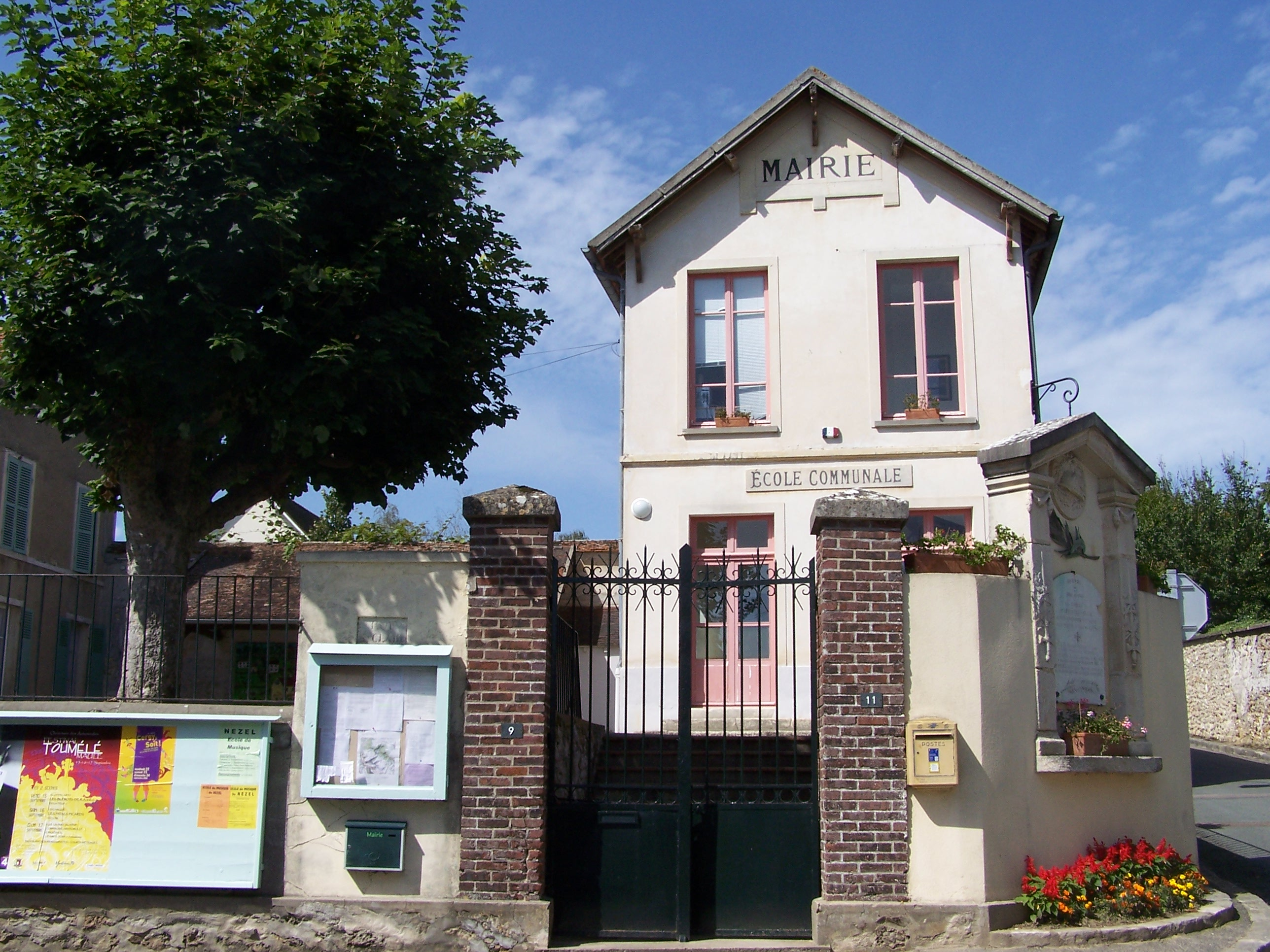
La mairie.

### Liste des maires
| Période                                  | Période  | Identité        | Étiquette | Qualité |
| ---------------------------------------- | -------- | --------------- | --------- | ------- |
| Les données manquantes sont à compléter. |          |                 |           |         |
| mars 1995                                | 2001     | Jacky Duquet    |           |         |
| mars 2001                                | 2008     | Jacky Duquet    |           |         |
| mars 2008                                | 2020     | Laurent Thiriau |           |         |
| 2020                                     | En cours | Vincent Gay     |           |         |

### Instances administratives et judiciaires
La commune d'Herbeville appartient au canton d'Aubergenville et n'est rattachée à aucune communauté de communes.
Sur le plan électoral, la commune est rattachée à la neuvième circonscription des Yvelines, circonscription à dominante rurale du nord-ouest des Yvelines.
Sur le plan judiciaire, Herbeville fait partie de la juridiction d’instance de Mantes-la-Jolie et, comme toutes les communes des Yvelines, dépend du tribunal de grande instance ainsi que de tribunal de commerce sis à Versailles,.

## Population et société

### Démographie

#### Évolution démographique
L'évolution du nombre d'habitants est connue à travers les recensements de la population effectués dans la commune depuis 1793. Pour les communes de moins de 10 000 habitants, une enquête de recensement portant sur toute la population est réalisée tous les cinq ans, les populations de référence des années intermédiaires étant quant à elles estimées par interpolation ou extrapolation. Pour la commune, le premier recensement exhaustif entrant dans le cadre du nouveau dispositif a été réalisé en 2006.

En 2022, la commune comptait 232 habitants, en évolution de −7,57 % par rapport à 2016 (Yvelines : +2,72 %, France hors Mayotte : +2,11 %).
| 1793 | 1800 | 1806 | 1821 | 1831 | 1836 | 1841 | 1846 | 1851 |
| ---- | ---- | ---- | ---- | ---- | ---- | ---- | ---- | ---- |
| 167  | 146  | 139  | 237  | 140  | 151  | 135  | 158  | 133  |

| 1856 | 1861 | 1866 | 1872 | 1876 | 1881 | 1886 | 1891 | 1896 |
| ---- | ---- | ---- | ---- | ---- | ---- | ---- | ---- | ---- |
| 143  | 144  | 140  | 141  | 124  | 112  | 124  | 136  | 114  |

| 1901 | 1906 | 1911 | 1921 | 1926 | 1931 | 1936 | 1946 | 1954 |
| ---- | ---- | ---- | ---- | ---- | ---- | ---- | ---- | ---- |
| 115  | 95   | 105  | 113  | 145  | 126  | 133  | 142  | 164  |

| 1962 | 1968 | 1975 | 1982 | 1990 | 1999 | 2006 | 2011 | 2016 |
| ---- | ---- | ---- | ---- | ---- | ---- | ---- | ---- | ---- |
| 141  | 151  | 201  | 204  | 325  | 312  | 282  | 265  | 251  |

| 2021 | 2022 | - | - | - | - | - | - | - |
| ---- | ---- | - | - | - | - | - | - | - |
| 237  | 232  | - | - | - | - | - | - | - |

#### Pyramide des âges
En 2018, le taux de personnes d'un âge inférieur à 30 ans s'élève à 27,1 %, soit en dessous de la moyenne départementale (38 %). À l'inverse, le taux de personnes d'âge supérieur à 60 ans est de 28,8 % la même année, alors qu'il est de 21,7 % au niveau départemental.
En 2018, la commune comptait 129 hommes pour 122 femmes, soit un taux de 51,39 % d'hommes, largement supérieur au taux départemental (48,68 %).
Les pyramides des âges de la commune et du département s'établissent comme suit.
| Hommes | Classe d’âge | Femmes |
| ------ | ------------ | ------ |
| 0,0    | 90 ou +      | 0,9    |
| 5,7    | 75-89 ans    | 7,1    |
| 25,8   | 60-74 ans    | 18,0   |
| 27,5   | 45-59 ans    | 29,0   |
| 12,6   | 30-44 ans    | 19,4   |
| 12,9   | 15-29 ans    | 8,7    |
| 15,4   | 0-14 ans     | 17,0   |

| Hommes | Classe d’âge | Femmes |
| ------ | ------------ | ------ |
| 0,6    | 90 ou +      | 1,4    |
| 6      | 75-89 ans    | 7,8    |
| 13,5   | 60-74 ans    | 14,8   |
| 20,7   | 45-59 ans    | 20,1   |
| 19,6   | 30-44 ans    | 19,9   |
| 18,5   | 15-29 ans    | 16,8   |
| 21,2   | 0-14 ans     | 19,2   |

## Économie
- Agriculture céréalière.

## Culture locale et patrimoine

### Lieux et monuments
- Église Saint-Clair : église du XIIe siècle contenant des statues classées à l'inventaire des monuments historiques en tant qu'objets : une Vierge à l'Enfant, une statue de saint Clair et un christ assis montrant les plaies de la Crucifixion.
- Château de Boulémont : construit entre 1861 et 1868, dans le style d'un château du XVIIe siècle, à la suite de l'incendie de l'ancien château en 1848.

### Galerie

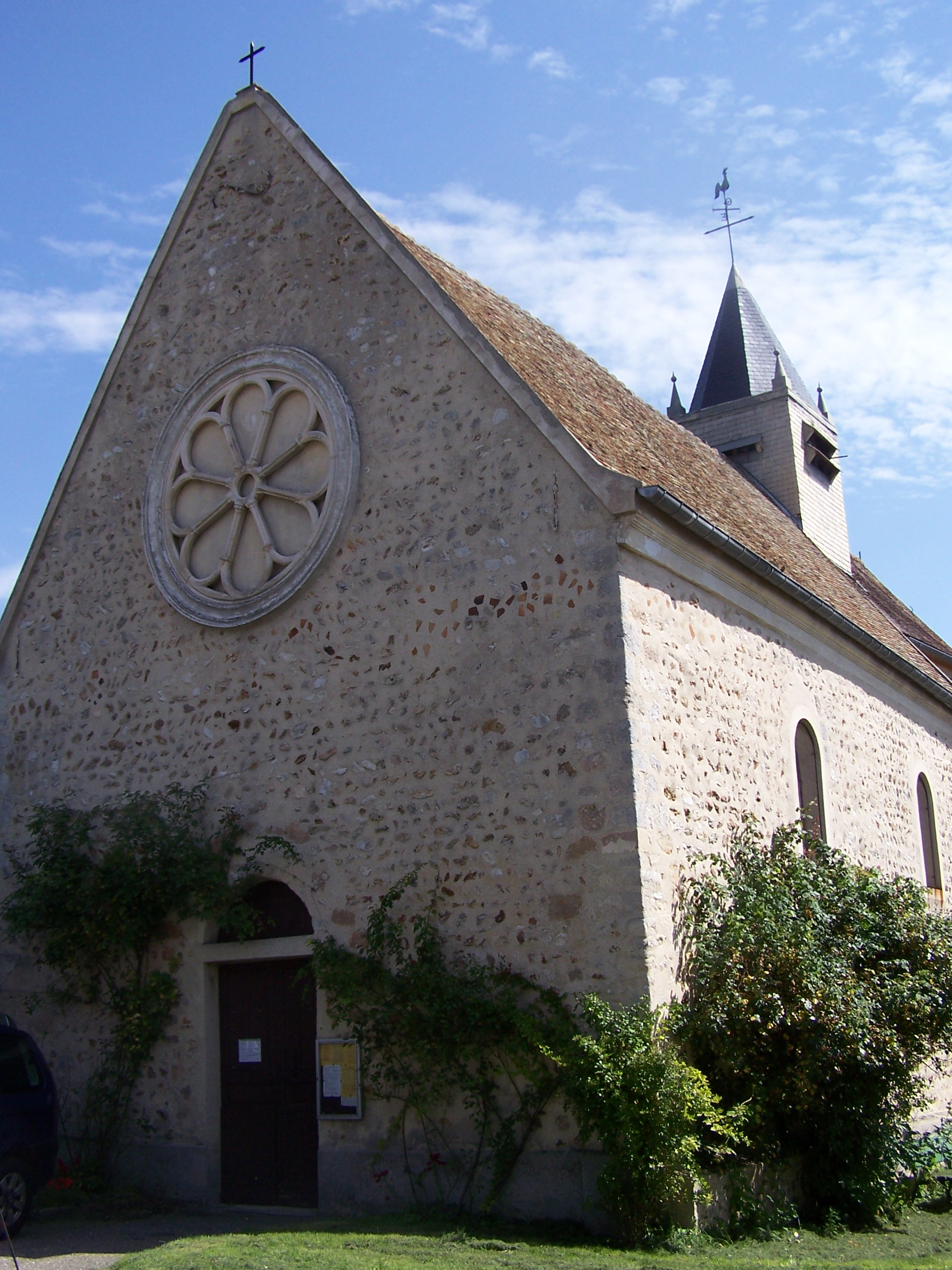
L'église Saint-Clair, façade ouest.
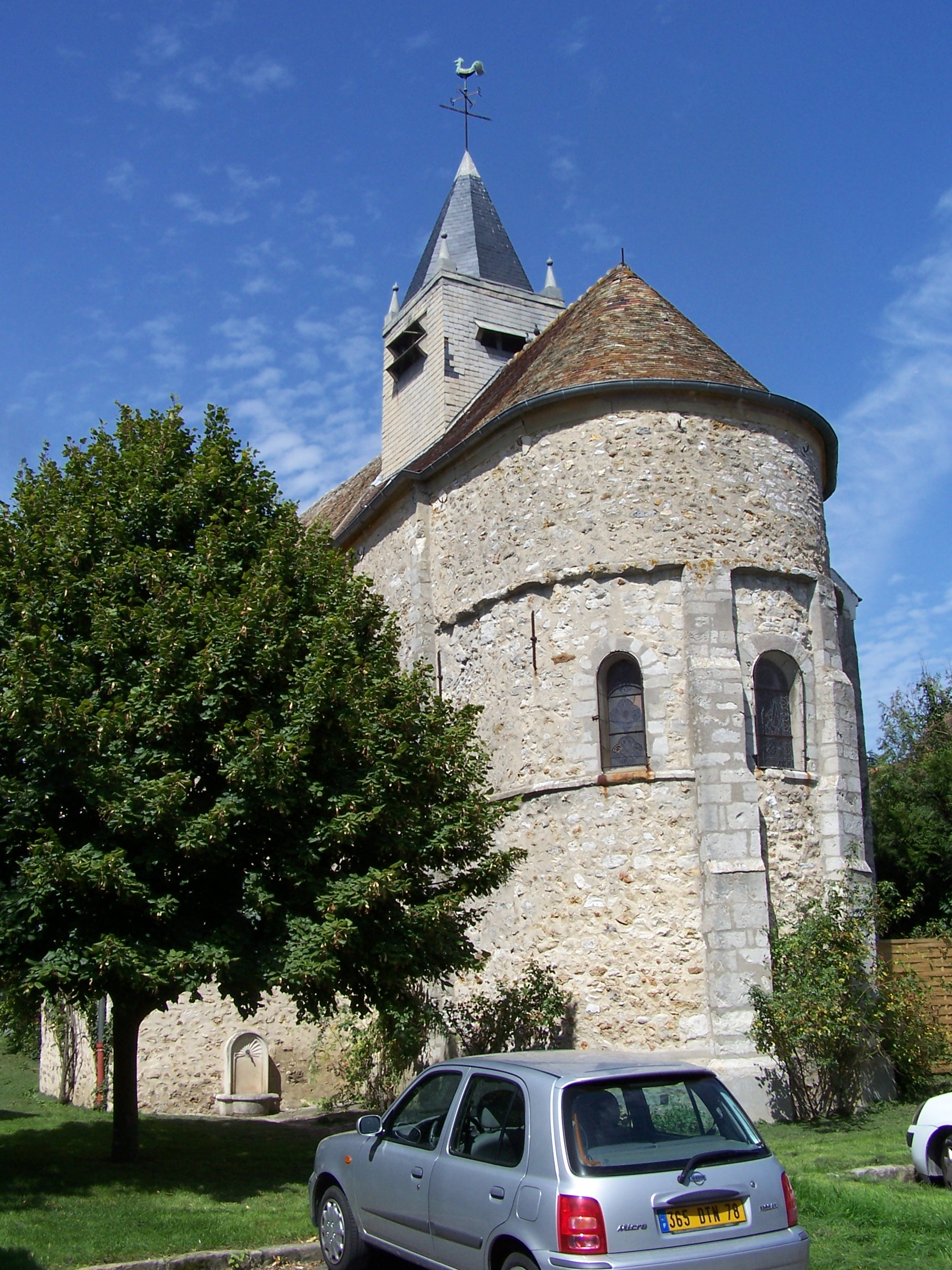
L'église Saint-Clair, côté est.
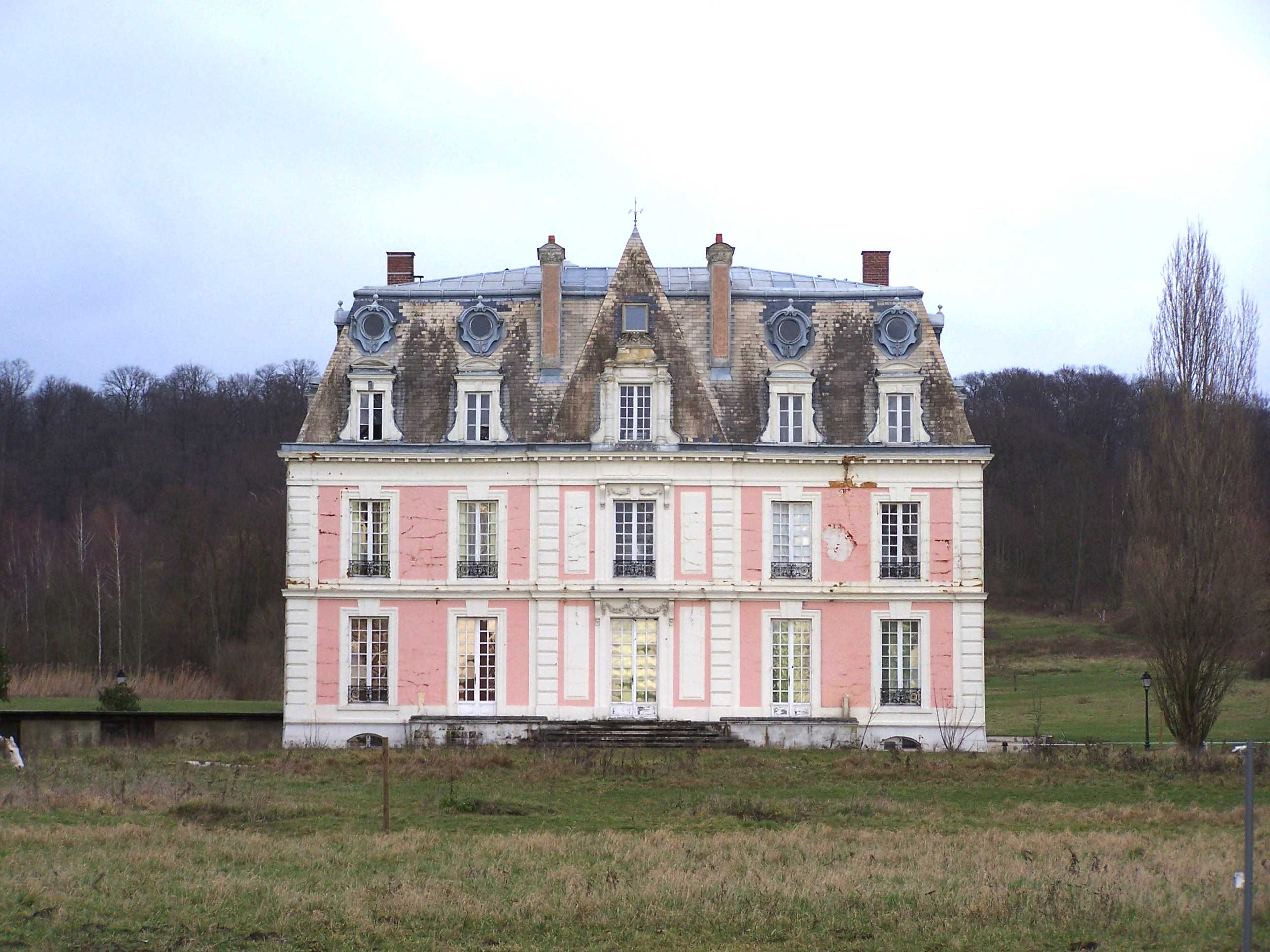
Le château de Boulémont.
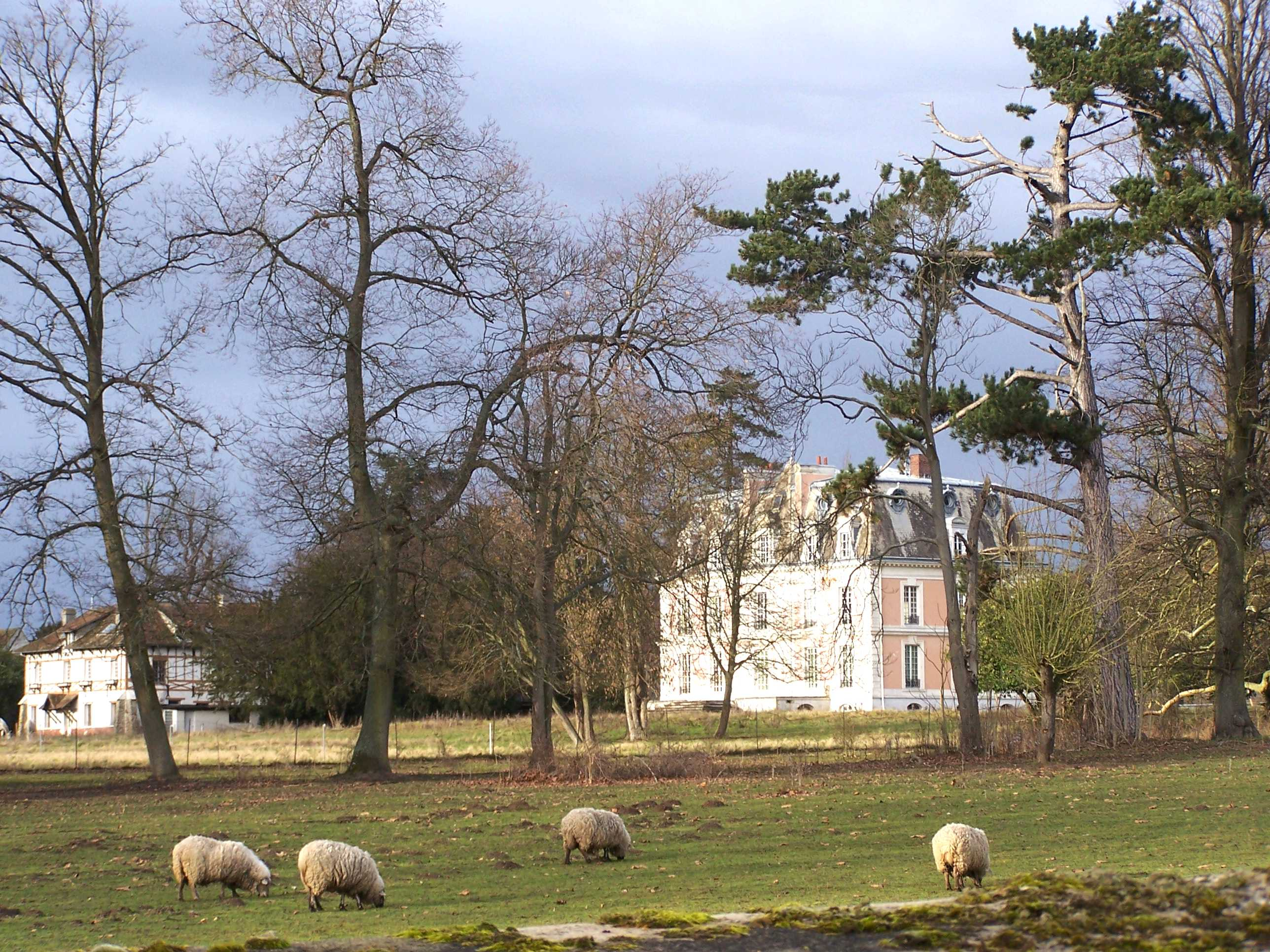
Le parc du château de Boulémont.
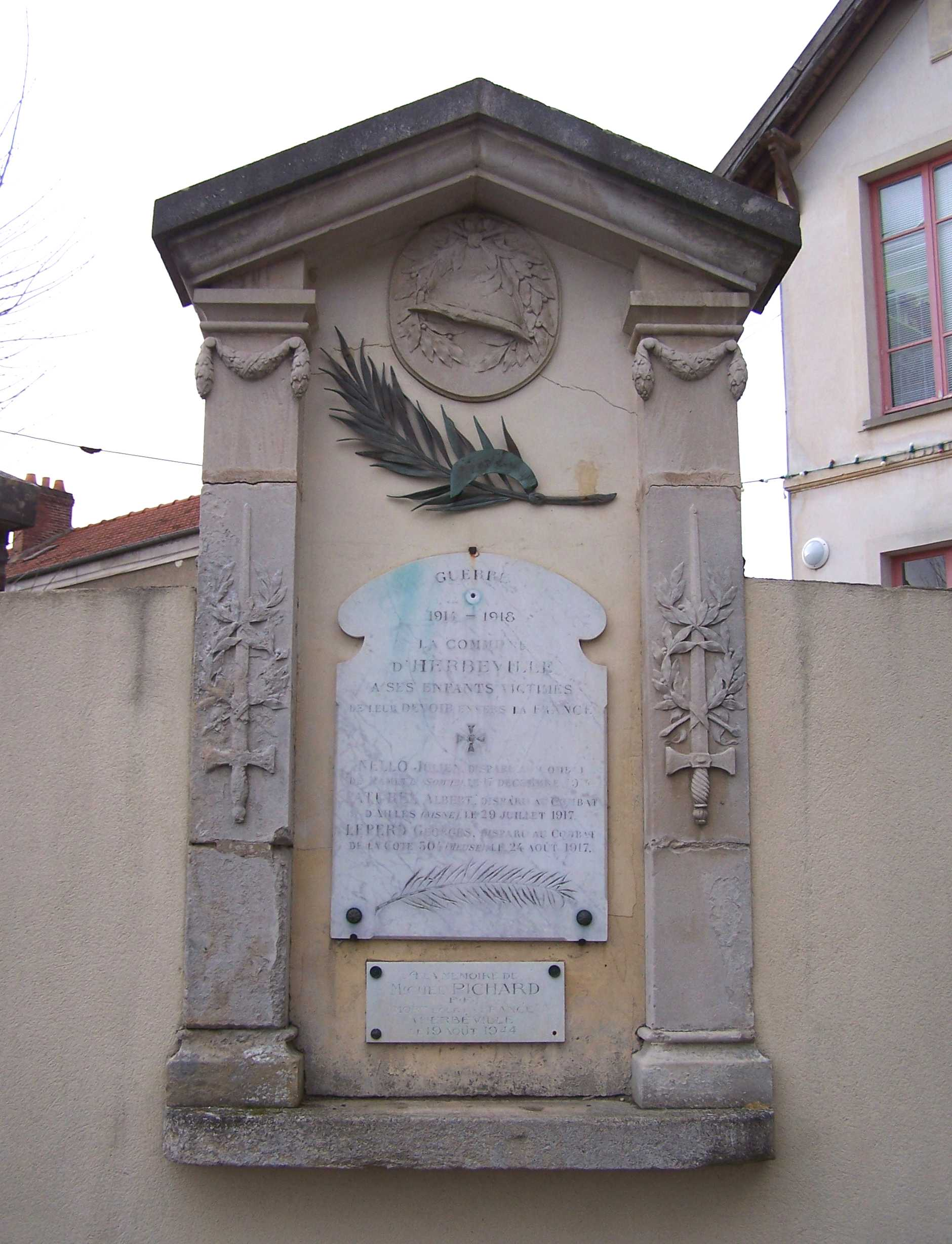
Le monument aux morts devant la mairie.

## Personnalités liées à la commune
- Louis-Marie Landrin (1736-1820), homme politique né à Herbeville, député du clergé aux États généraux de 1789.